# Middelheimmuseum

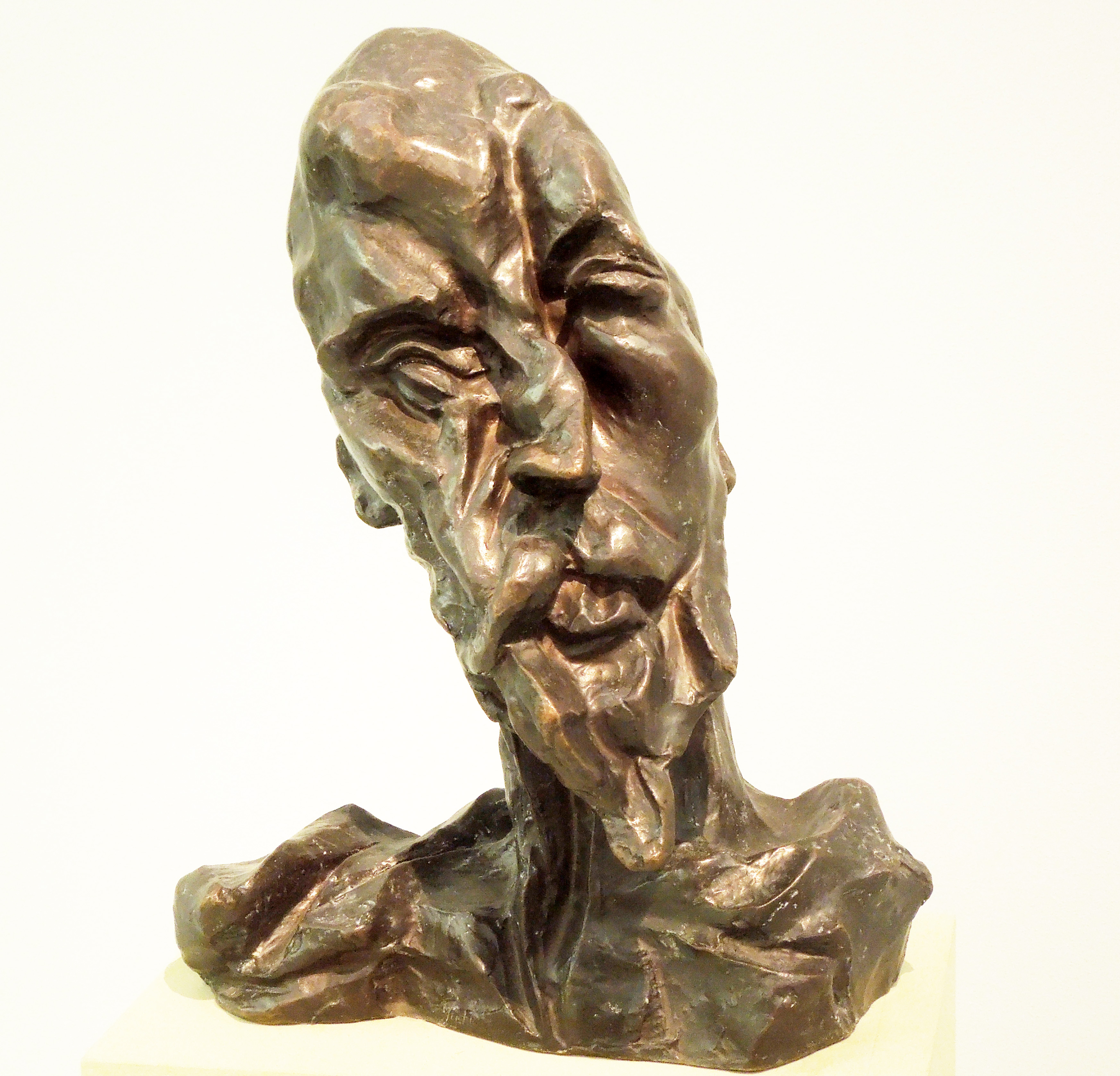
Otto Gutfreund: Don Quijote

Middelheimmuseum (Middelheimské muzeum, dříve Open Air Sculpture Museum, tedy Muzeum sochařství pod širým nebem) je umělecké muzeum moderního sochařství a plastik v městské čtvrti Middelheim v Antverpách ve Flandrech (Belgie). S více než 300 000 návštěvníky ročně je toto muzeum jednou z největších kulturních atrakcí v Antverpách. Je známé zejména svou zahradou se sochami, která se nachází v Middelheimském parku a má rozlohu asi 27 hektarů. Sbírka s více než 400 sochařskými díly podává přehled o více než 100 letech sochařství, od Augusta Rodina po současnost. Přes 250 soch je trvale pod širým nebem, menší díla ze sbírky jsou umístěna v tzv. Braemově pavilonu.

## Historie
Výstavní plochu koupilo město Antverpy v roce 1910, aby zabránilo jejímu rozparcelování. Poté, co byla v Middelheimparku v roce 1950 poprvé uspořádána mezinárodní sochařská výstava, rozhodla městská rada na návrh tehdejšího starosty Craeybeckxe přeměnit plochu parku na trvalou výstavu sochařství. Od roku 1951 do roku 1989 se pak v létě každé dva roky konalo mezinárodní bienále sochařství (Biennale Middelheim). Pokaždé se zúčastnilo asi 60 umělců a vystavená díla byla nakupována do stálé sbírky.
Od roku 2000 se Middelheimské muzeum více zaměřuje na dočasné výstavy.

## Někteří autoři zastoupení ve sbírce a jejich díla
- Aj Wej-wej (Most beze jména)
- Carl Andre (74 způsobů zvětrávání)
- Hans Arp (Strom, 1947–1954)
- Rudolf Belling (Trojice, 1919)
- Max Bill (Nekonečná smyčka, 1953–1955)
- Antoine Bourdelle (Neposlušný beran, 1909, Lukostřelec Herakles, 1909; Dr. Koeberle, 1914)
- Alexander Calder (Pes, 1958)
- Dan Graham (Belgická zábava, 2004)
- Barbara Hepworth (Cantate Domino, 1958)
- Henri Laurens (Océanide, 1933)
- Aristide Maillol (Řeka, 1939–1943)
- Giacomo Manzù (Taneční krok, 1950 a Kardinál, 1952)
- Marcello Mascherini (Sv. František, 1957)
- Constantin Meunier (Rozsévač, 1896 a Nárazník, 1898)
- Henry Moore (Král a královna, 1952–1953)
- Germaine Richier (Kudlanka, 1946)
- Auguste Rodin (Doba bronzová, 1880, Jan Křtitel, 1880, Balzac, 1892)
- Lawrence Weiner
- Ossip Zadkine (Fénix, 1944)

Z českých autorů jsou zde zastoupeni:
- Emil Filla (Hlava, kubistický reliéf, 1912)[2]
- Otto Gutfreund (Don Quijote, 1911)[3]

## Stavby v parku
K stavbám, které jsou součástí muzea, patří:
- Braemův pavilon, výstavní prostor postavený Renaatem Braemem, jedním z nejznámějších belgických architektů 20. století[4]
- Artiesteningang (Vstup umělců), drobná, ale architektonicky významná stavba sestávající ze tří hřibovitých baldachýnů, kterou vytvořil v roce 2004 nizozemský výtvarník, sochař a architekt John Körmeling
- Het Huis (Dům), polootevřený výstavní pavilon z roku 2012 (architekti Paul Robbrecht  a Kristien Daem)

## Vystavená díla (výběr)

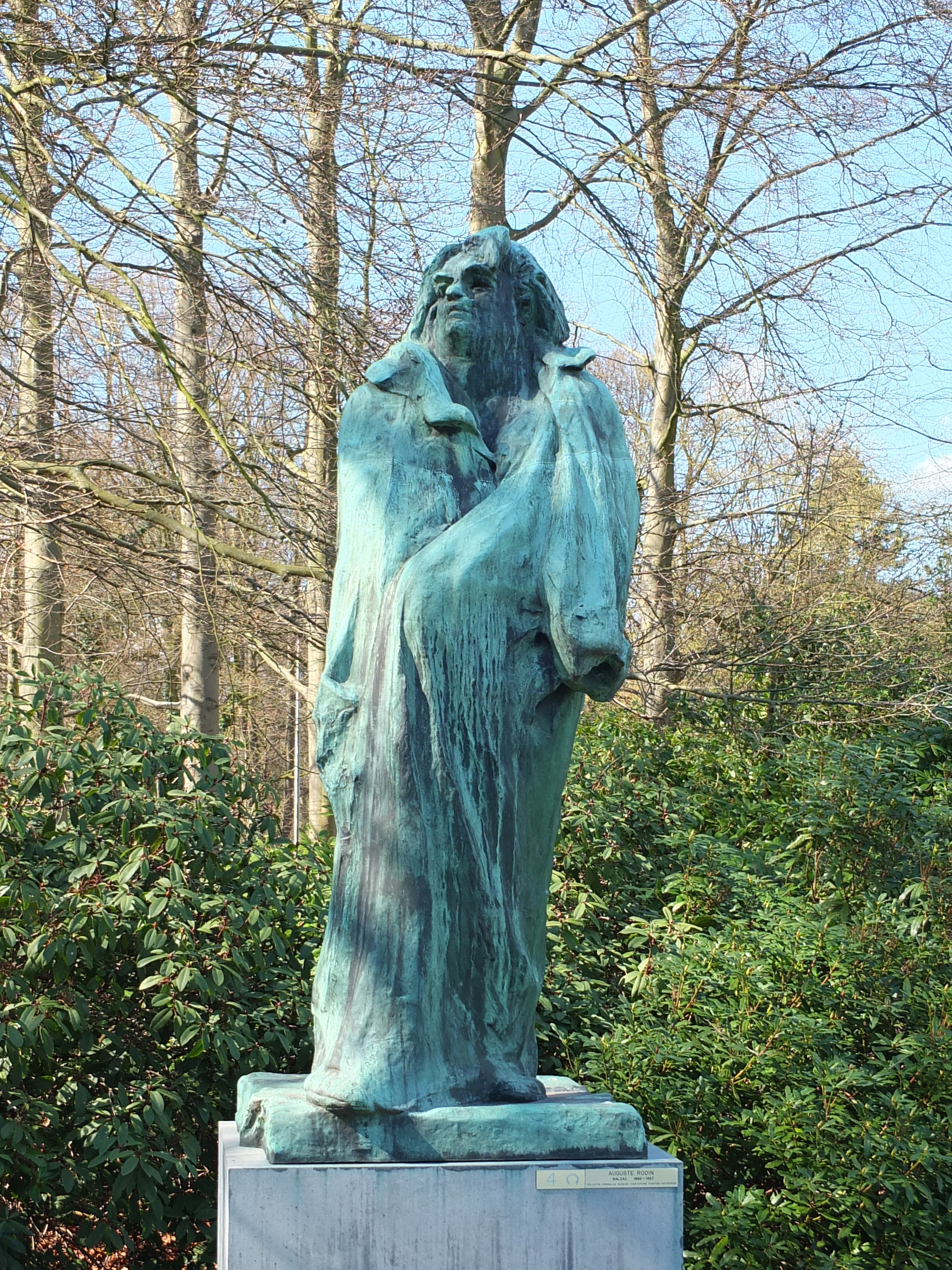
Auguste Rodin: Balzac (1892)
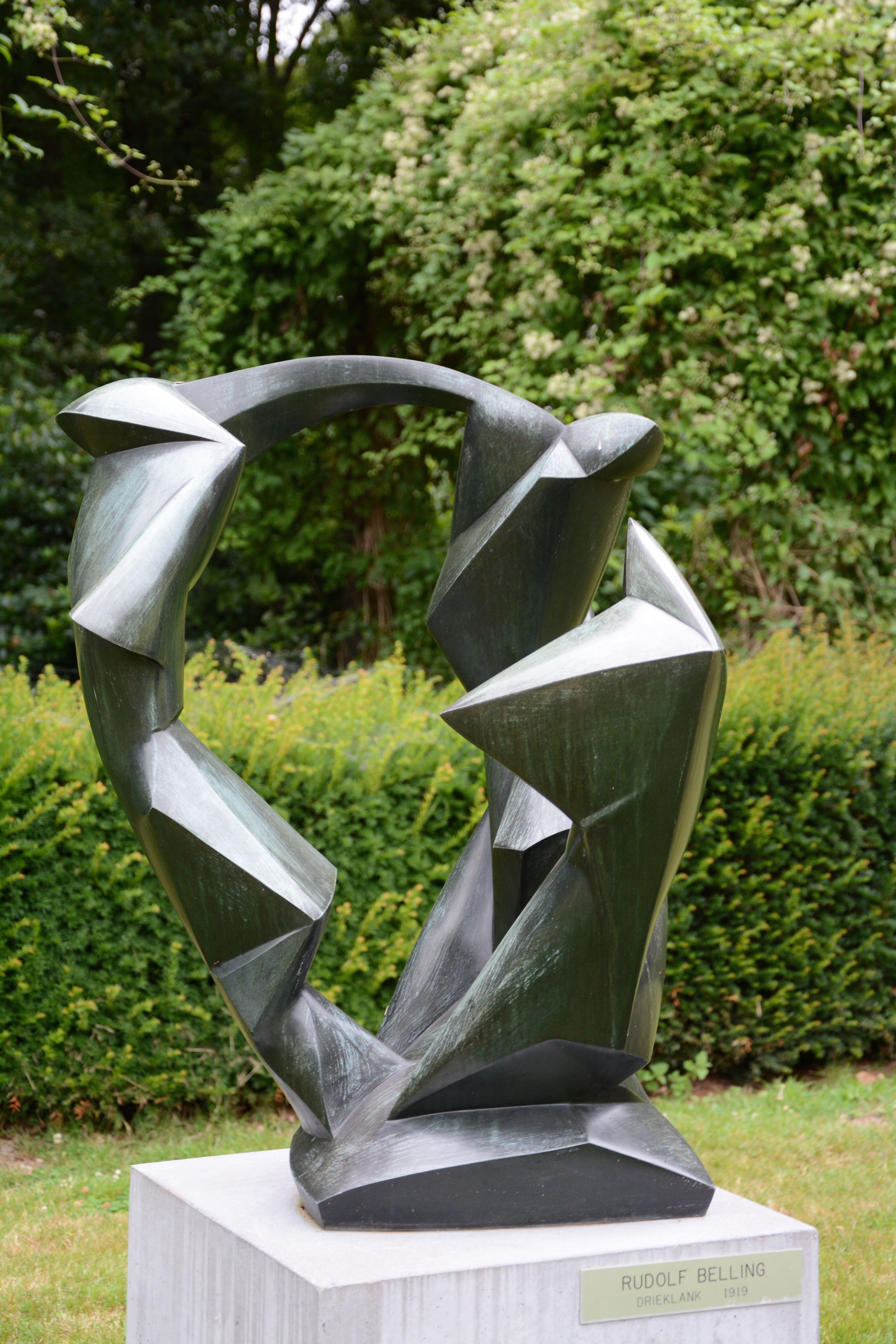
Rudolf Belling: Trojice (1919)
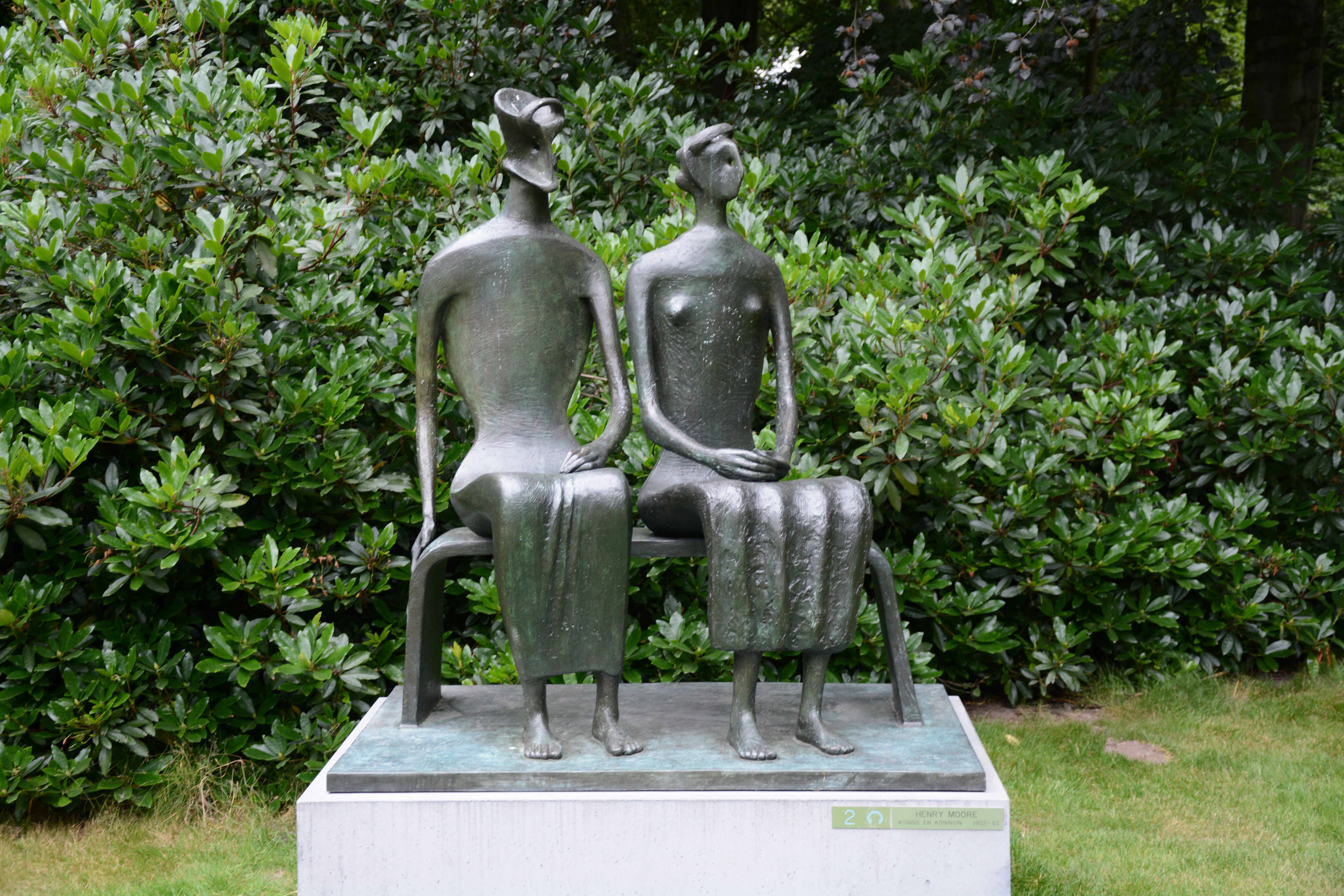
Henry Moore: Král a královna (1952–53)
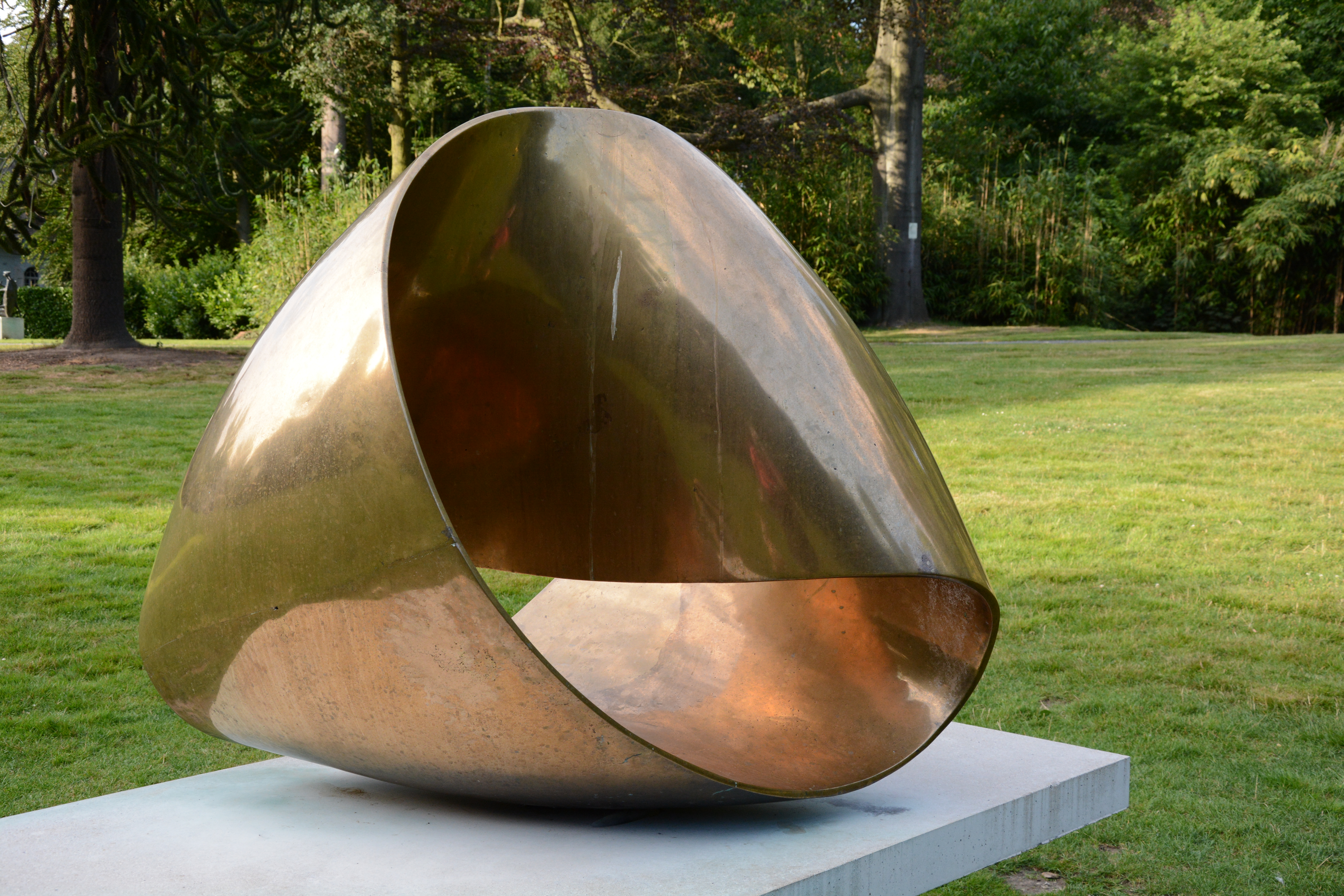
Max Bill: Nekonečná smyčka (1953–55)
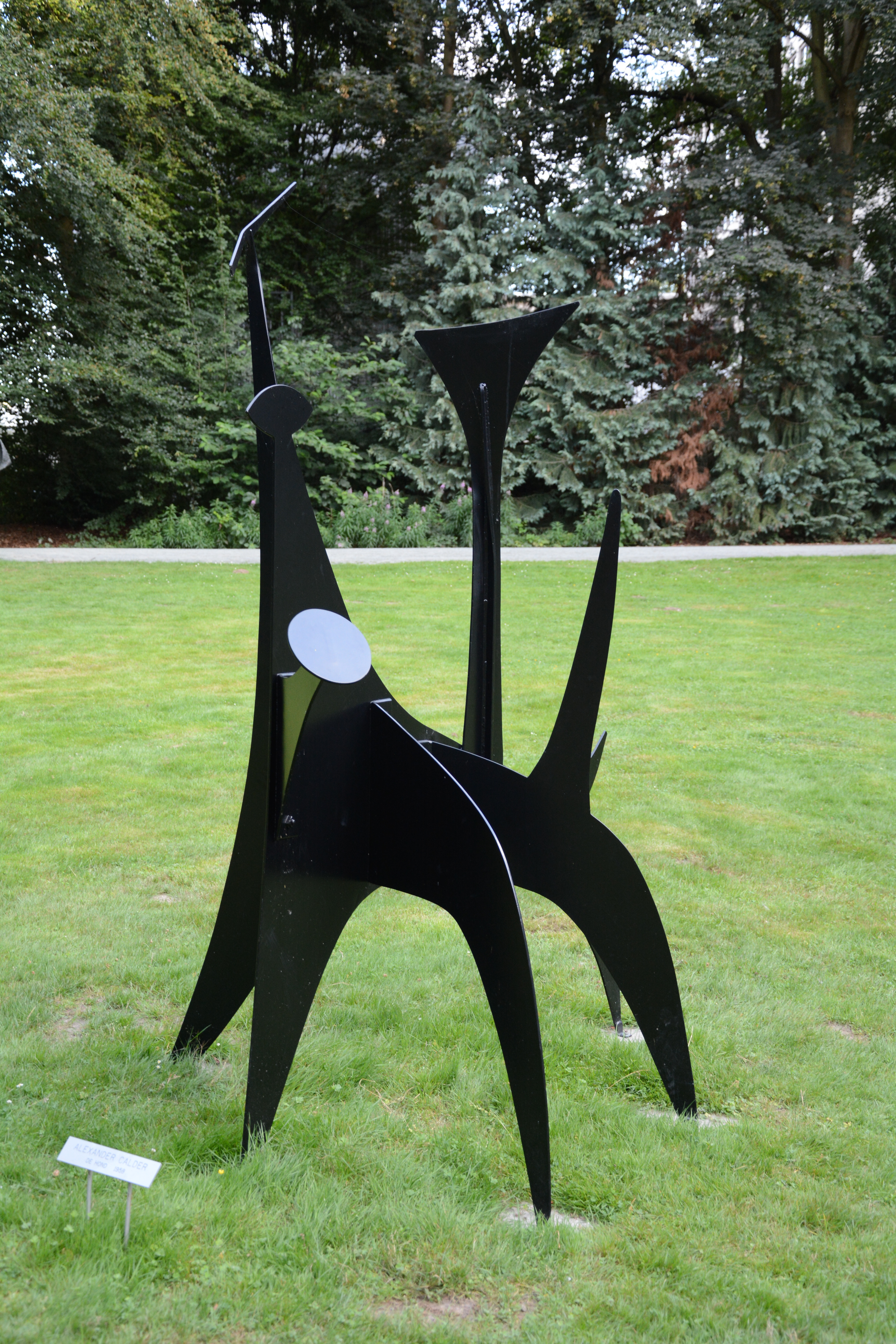
Alexander Calder: Pes (1958)
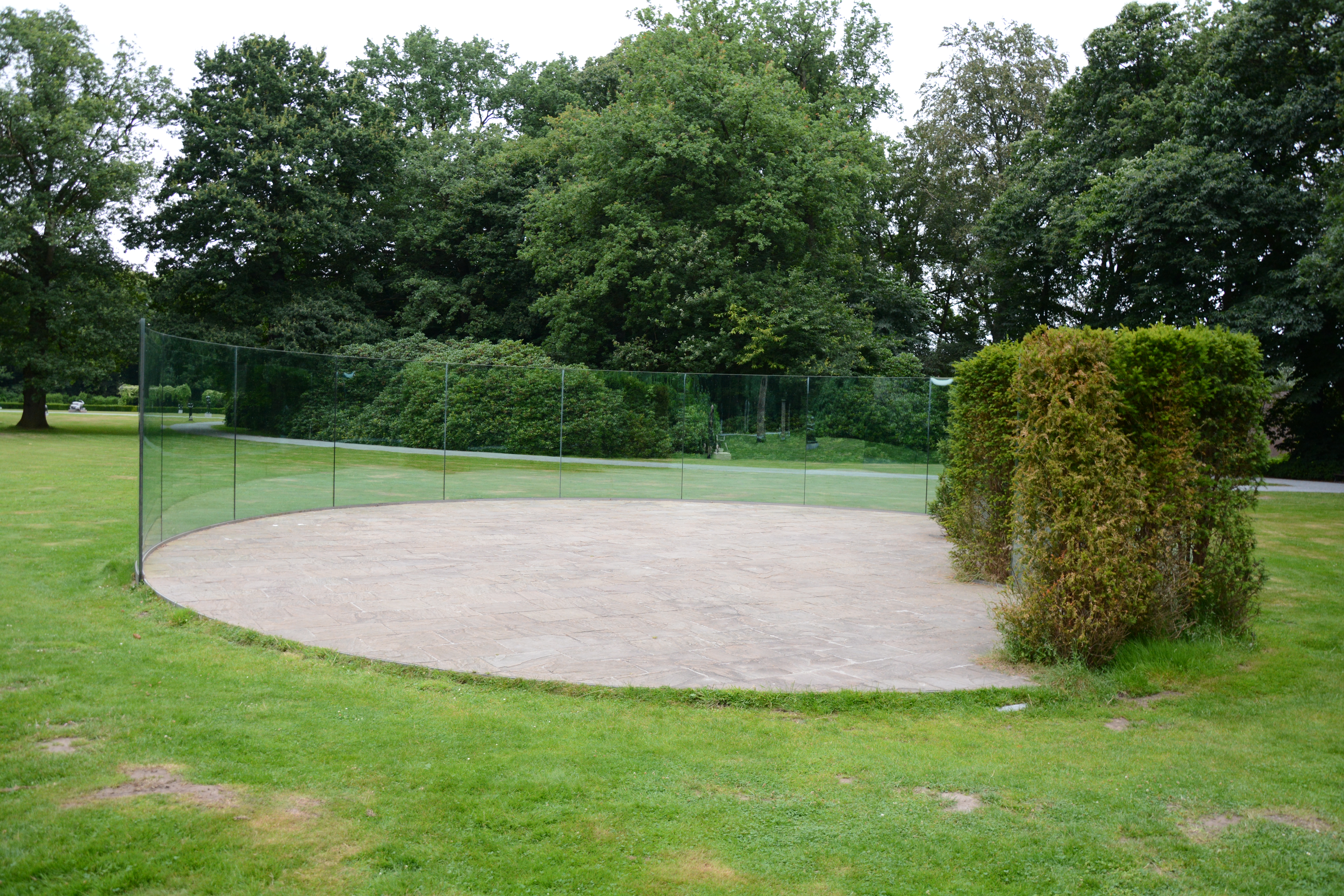
Dan Graham: Belgická zábava (2004)
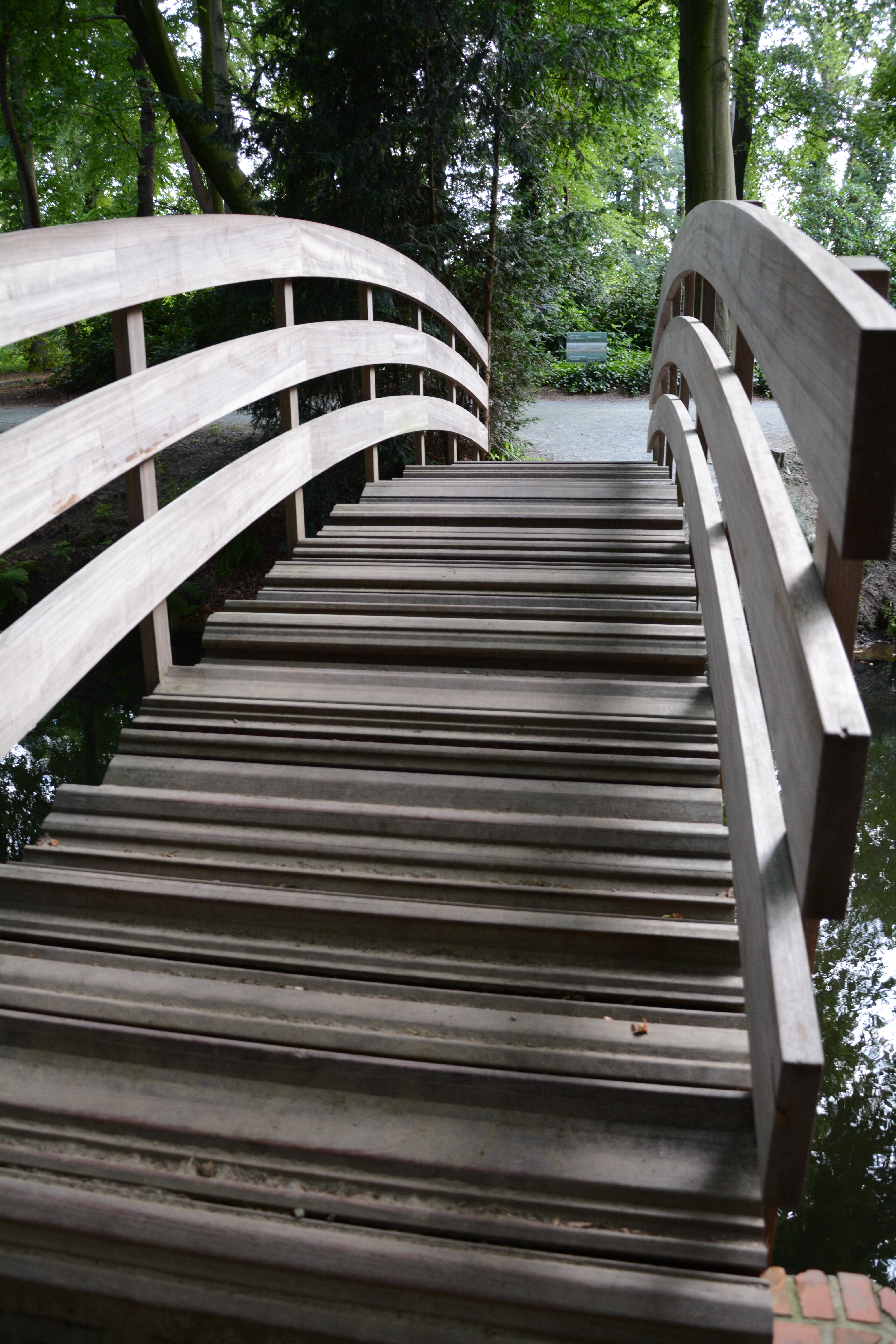
Aj Wej-wej: Most beze jména (2012)

## Stavby

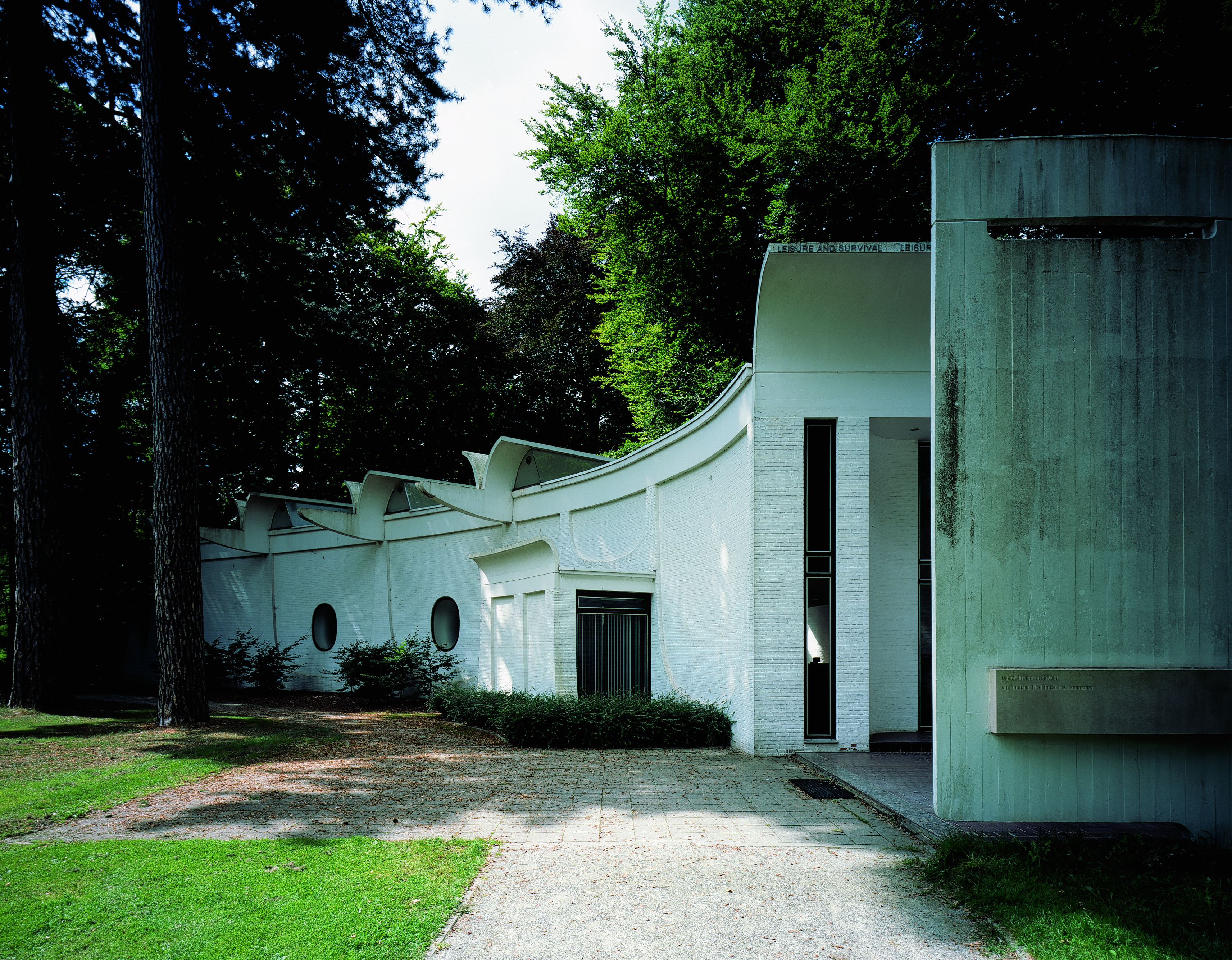
Braemův pavilon
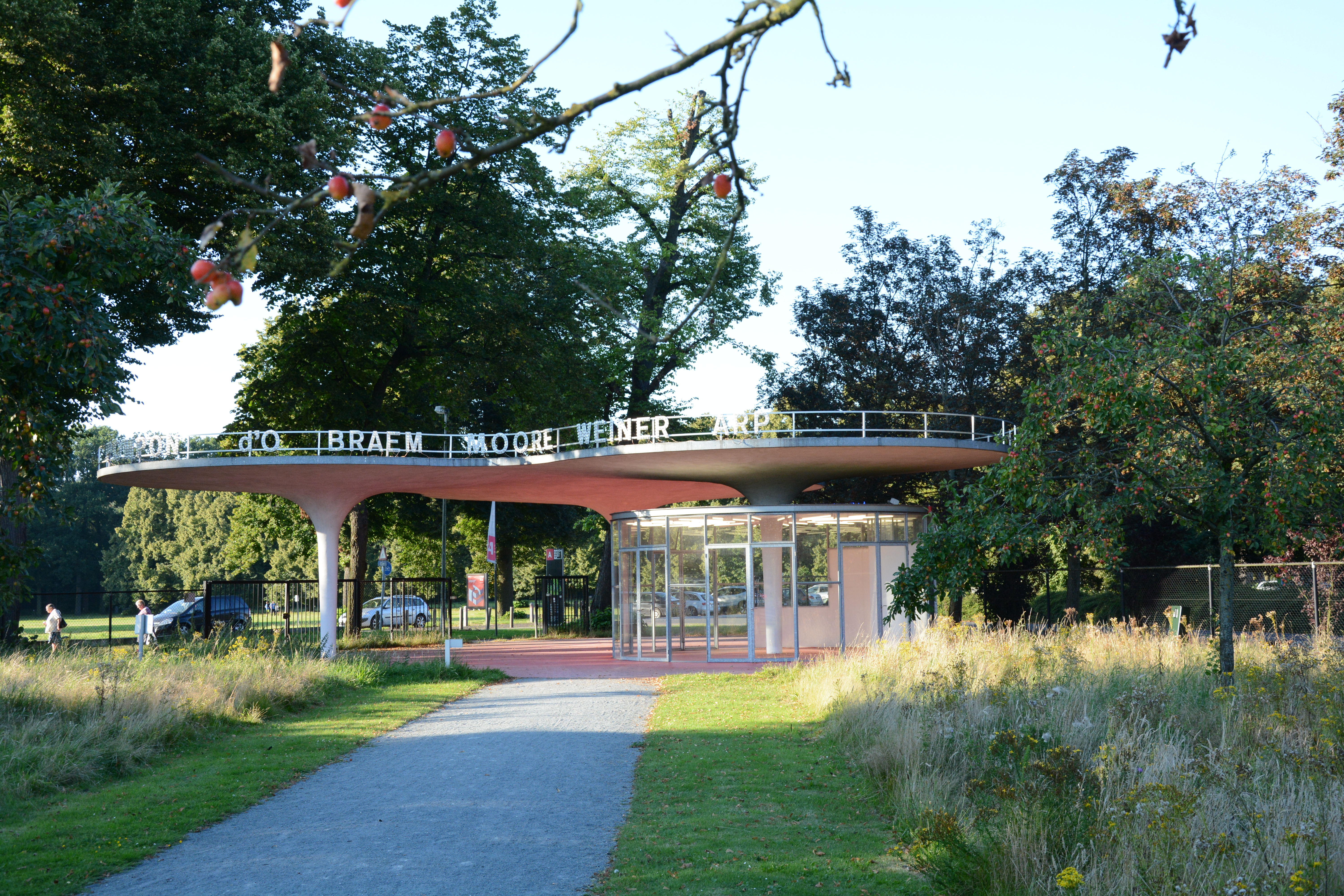
Artiesteningang
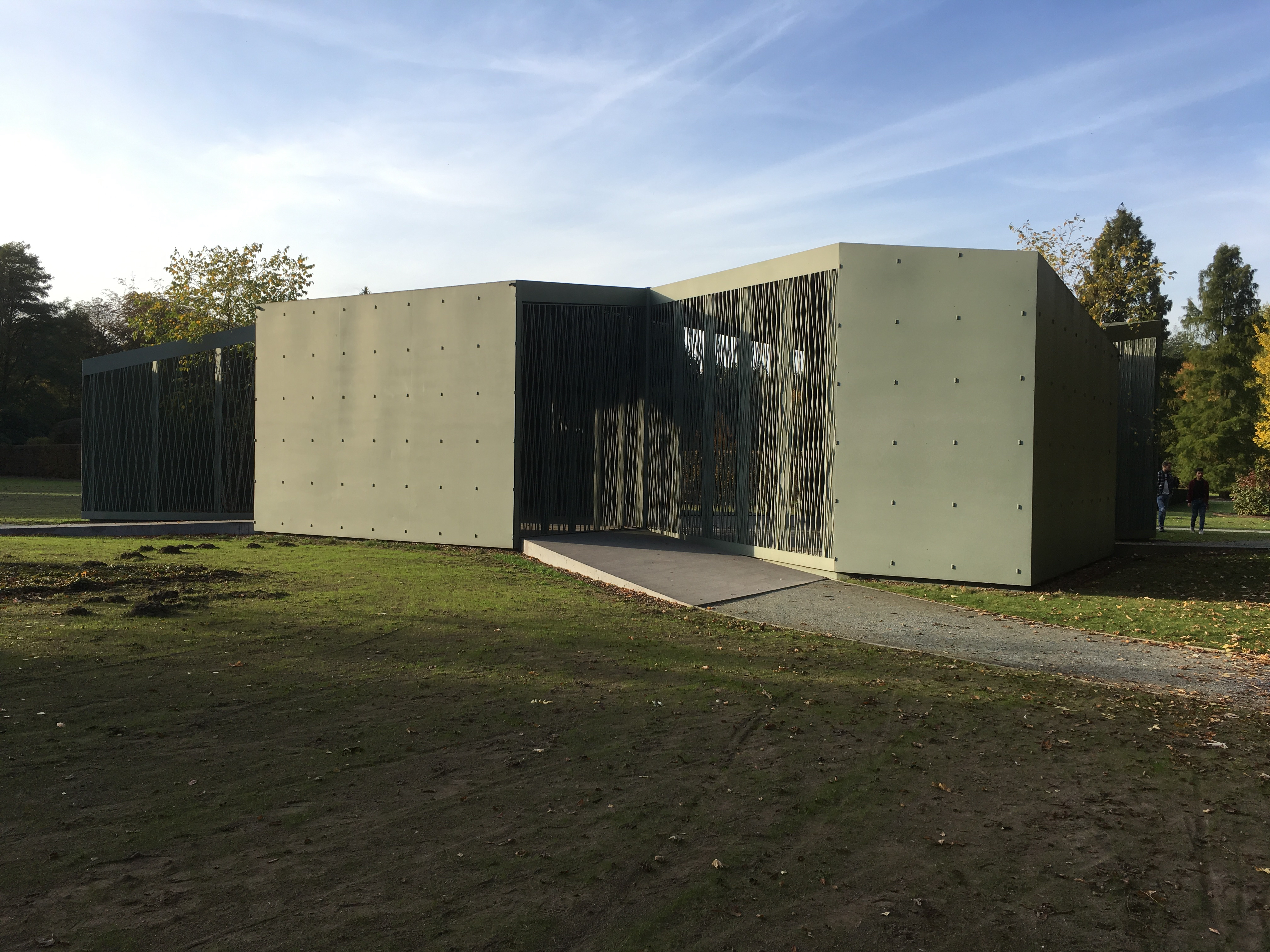
Het Huis